# Stygiellidae
A Stygiellidae szabadon élő tengeri ostorosok kládja a Discoba egyik bazális kládján, a Jakobidán belül. Gyakran oxigénmentes szulfid- és ammóniumgazdag kozmopolita egysejtűek.

## Történet
2015-ben írták le Pánek, Táborský és Čepička. 2022-ben megjelent rendszertanában Thomas Cavalier-Smith a parafiletikus Eozoa Eolouka csoportjába sorolta.

## Morfológia és életmód
Genetikailag sokszínű, de morfológiailag hasonló szabadon élő anaerob Jakobida-fajok. Közös jellemzőjük a cristák nélküli mitokondriumhoz hasonló hidrogenoszóma, mely az aerob anyagcsere elvesztése miatt alakult ki. A Jakobidae-sejtekhez hasonló, 2 morfotípussal: lehet jól látható sejtszájjal rendelkező, a szubsztráthoz rögzülő szájas sejt vagy kevésbé elkülönülő és kisebb sejtszájú úszó sejt. Mindkettő spirálisan mozog, de az úszó sejtek gyorsabbak. A fajok nehezen különböztethetők meg morfológiailag az azonos törzsbe tartozó sejtek jelentős változékonysága és a szájas és az úszó sejtek hasonlósága miatt.
Sejtszáját az R1 ostorgyökér támasztja, és ebben mozog a hátulsó ostor, emellett hátul ostormélyedése van. Makkszerkezete a Jakobidáénál egyértelműbb, az átmeneti zóna a Jakobea többi kládjához hasonló. Dorzális ostormélyedése az „Excavatában” a Jakobida feltehetően pleziomorf ismertetőjegye.

## Ökológia és élőhely
A Stygiellidae kis bakterivor ostoros klád, mely szinte kizárólag kevés oxigént tartalmazó (anoxiás vagy mikrooxiás), szulfid-, metán- vagy ammóniumtartalmú tengeri környezetekben él. Azonban ismertek környezeti Stygiellidae-szekvenciák oxigéntartalmú szulfid- és ammóniummentes vizekben a Saanich-tengerből, valamint nem tengeri sós környezetekből, például brakkvízből és szárazföldi sóforrásokból, de nincs bizonyíték édesvízi környezetekben való előfordulására.

## Evolúció és rendszertan

### Az anaerob anyagcsere evolúciója
Az anaerob Stygiellidae az Andalucina két kládjának egyike, a másik klád az aerob Andaluciidae. Az Andalucina a Histionina és Ophirinina kládokkal együtt a Jakobida két ága, mely a Discoba fontos csoportja.
|            | Histionina                                                    |
|            |                                                               |
| Andalucina | \| \| Andaluciidae \| \| \| \| \| \| Stygiellidae \| \| \| \| |
|            | \| \| Andaluciidae \| \| \| \| \| \| Stygiellidae \| \| \| \| |
|            | Andaluciidae                                                  |
|            |                                                               |
|            | Stygiellidae                                                  |
|            |                                                               |

|  | Andaluciidae |
|  |              |
|  | Stygiellidae |
|  |              |

|            | Histionina                                                    |
|            |                                                               |
| Andalucina | \| \| Andaluciidae \| \| \| \| \| \| Stygiellidae \| \| \| \| |
|            | \| \| Andaluciidae \| \| \| \| \| \| Stygiellidae \| \| \| \| |
|            | Andaluciidae                                                  |
|            |                                                               |
|            | Stygiellidae                                                  |
|            |                                                               |

|  | Andaluciidae |
|  |              |
|  | Stygiellidae |
|  |              |

A Stygiellidae a Jakobida többi kládjával szemben obligát anaerob életmódra fejlődött, így MRO-k vannak benne cristák nélkül. Az elektrontranszportlánc és a citromsavciklus minden része hiányzik belőle két I. komplex-alegység kivételével, és nincs mtDNS-e. Ehelyett az MRO-k a piruvát-anyagcsere a szintén bazális anaerob Metamonada hidrogenoszómáihoz hasonló részeivel rendelkezik. A Stygiellidae a mitokondriális aminosav-anyagcsere több génjét tartotta meg a Metamonadánál.

### Belső filogenetika
A Stygiellidae monofiletikus csoport minden anoxiás és mikrooxiás környezetben talált Jakobida-fajjal. 6 erősen alátámasztott kládja a Stygiella, a Velundella és 4 környezeti klád (EC I–IV), melyek mind erősen monofiletikusak.
|  | EC II                                            |
|  |                                                  |
|  | \| \| EC III \| \| \| \| \| \| EC IV \| \| \| \| |
|  |                                                  |
|  | EC III                                           |
|  |                                                  |
|  | EC IV                                            |
|  |                                                  |

|  | EC III |
|  |        |
|  | EC IV  |
|  |        |

|  | EC II                                            |
|  |                                                  |
|  | \| \| EC III \| \| \| \| \| \| EC IV \| \| \| \| |
|  |                                                  |
|  | EC III                                           |
|  |                                                  |
|  | EC IV                                            |
|  |                                                  |

|  | EC III |
|  |        |
|  | EC IV  |
|  |        |

|  | Velundella nauta       |
|  |                        |
|  | Velundella trypanoides |
|  |                        |

|  | Stygiella cryptica  |
|  |                     |
|  | Stygiella adhaerens |
|  |                     |

|  | Stygiella agilis      |
|  |                       |
|  | Stygiella incarcerata |
|  |                       |

|  | Stygiella cryptica  |
|  |                     |
|  | Stygiella adhaerens |
|  |                     |

|  | Stygiella agilis      |
|  |                       |
|  | Stygiella incarcerata |
|  |                       |

|  | Velundella nauta       |
|  |                        |
|  | Velundella trypanoides |
|  |                        |

|  | Stygiella cryptica  |
|  |                     |
|  | Stygiella adhaerens |
|  |                     |

|  | Stygiella agilis      |
|  |                       |
|  | Stygiella incarcerata |
|  |                       |

|  | Stygiella cryptica  |
|  |                     |
|  | Stygiella adhaerens |
|  |                     |

|  | Stygiella agilis      |
|  |                       |
|  | Stygiella incarcerata |
|  |                       |

|  | EC II                                            |
|  |                                                  |
|  | \| \| EC III \| \| \| \| \| \| EC IV \| \| \| \| |
|  |                                                  |
|  | EC III                                           |
|  |                                                  |
|  | EC IV                                            |
|  |                                                  |

|  | EC III |
|  |        |
|  | EC IV  |
|  |        |

|  | EC II                                            |
|  |                                                  |
|  | \| \| EC III \| \| \| \| \| \| EC IV \| \| \| \| |
|  |                                                  |
|  | EC III                                           |
|  |                                                  |
|  | EC IV                                            |
|  |                                                  |

|  | EC III |
|  |        |
|  | EC IV  |
|  |        |

|  | Velundella nauta       |
|  |                        |
|  | Velundella trypanoides |
|  |                        |

|  | Stygiella cryptica  |
|  |                     |
|  | Stygiella adhaerens |
|  |                     |

|  | Stygiella agilis      |
|  |                       |
|  | Stygiella incarcerata |
|  |                       |

|  | Stygiella cryptica  |
|  |                     |
|  | Stygiella adhaerens |
|  |                     |

|  | Stygiella agilis      |
|  |                       |
|  | Stygiella incarcerata |
|  |                       |

|  | Velundella nauta       |
|  |                        |
|  | Velundella trypanoides |
|  |                        |

|  | Stygiella cryptica  |
|  |                     |
|  | Stygiella adhaerens |
|  |                     |

|  | Stygiella agilis      |
|  |                       |
|  | Stygiella incarcerata |
|  |                       |

|  | Stygiella cryptica  |
|  |                     |
|  | Stygiella adhaerens |
|  |                     |

|  | Stygiella agilis      |
|  |                       |
|  | Stygiella incarcerata |
|  |                       |

2019-ben Reboul et al. 2 további környezeti Stygiellidae-kládot találtak 18S rRNS-filogenetika alapján a romániai Movile-barlangban, ezeket MOV-EX-1-nek és -2-nek nevezték el.

### Csoportosítás
A klád 6 ismert fajt tartalmaz 2 nemzetségben.
- Stygiella Pánek et al. 2015 (4 faj)
  - Stygiella incarcerata (Bernard, Simpson et Patterson 2000) Pánek et al. 2015 = Andalucia incarcerata (Bernard, Simpson et Patterson 2000) Lara et al. 2006[7] = Jakoba incarcerata Bernard, Simpson et Patterson 2000[8]
  - Stygiella adhaerens Pánek et al. 2015
  - Stygiella agilis Pánek et al. 2015
  - Stygiella cryptica Pánek et al. 2015
- Velundella Pánek et al. 2015 (2 faj)
  - Velundella trypanoides Pánek et al. 2015
  - Velundella nauta Pánek et al. 2015

## Genetika
18S rRNS-e 27. hélixe tövében GC-bázispár van. Bár hidrogenoszómája nem rendelkezik genommal, mitokondriális feldolgozó peptidáza (MPP) α- és β-alegységei jelenléte alapján a hagyományos mitokondriális célzóutak aktívak maradtak, így az N-terminális célzópeptidek azonosítása bizonyíték lehet e fehérjék helyére.
A SufCB – a SufC és a SufB egyesült fehérjéje – génje nem rendelkezik intronnal, a fehérje célzópeptid nélküli, így feltehetően citoszolikus. A fehérje a Blastocystis és a Pygsuia biforma SufC-jéhez és SufB-jéhez hasonlóan működhet, mivel azokhoz hasonlóan anoxiás környezetekben él.
A Trichomonashoz hasonlóan a Stygiellidae MRO-i oxigénbontó rendszert használnak az anaerob környezet fenntartásához, emellett megtartott több reaktív oxigénszármazékokra válaszoló mitokondriális fehérjét, például szuperoxid-dizmutázt, tioredoxint és tioredoxin-peroxidázt, ATP-képző útja piruvát:ferredoxin-oxidoreduktázt, FeFe-hidrogenázt és FeFe-hidrogenáz-maturázt tartalmaz.
A bakteriális és mitokondriális osztódásban fontos FtsZ két homológjával és az ennek elhelyezését irányító MinC, MinD és MinE egy-egy homológjával rendelkezik.
Képes lehet a kardiolipin szintézisére, azonban 2016-ban csak 2 ismert funkciójú enzimje volt proteomjában, ezek az eukarióta transzferázokhoz hasonló kardiolipin-szintáz és a Tam41 kardiolipin-diacilglicerin-szintáz. Nem volt ekkor ismert foszfatidilglicerin-foszfát-szintáza vagy -foszfatáza, ezek hiányában a foszfatidilglicerint közvetlenül veheti fel a baktériumokból, vagy távoli homológjai csupán az ismert fehérjéknek.

## Jelentőség
Mivel hidrogenoszómái proteomja több anaerob parazita és szabadon élő fajéhoz hasonló, az anaerob életmódra való visszatérés szempontjából fontos. A paraziták hidrogenoszómái csökkent proteomját a bakteriális homológok szerzése és a például állatparazitákban gyakori génveszteség okozhatja, szemben a korábban mitokondriális fehérjék sejtplazmába való áthelyezésével.

## Fordítás
Ez a szócikk részben vagy egészben  a   Stygiellidae című angol Wikipédia-szócikk ezen változatának fordításán alapul.  Az eredeti cikk szerkesztőit annak laptörténete sorolja fel. Ez a jelzés csupán a megfogalmazás eredetét és a szerzői jogokat jelzi, nem szolgál a cikkben szereplő információk forrásmegjelöléseként.